# Angus Maude
Angus Edmund Upton Maude, baron Maude de Stratford-upon-Avon, (8 septembre 1912 - 9 novembre 1993) est un homme politique conservateur britannique et ministre de 1979 à 1981. Il est le père de l'ancien député conservateur Francis Maude.

## Jeunesse
Il est né au 44 Temple Fortune Lane, Hendon, Middlesex, le seul enfant d'Alan Hamer Maude (1885-1979), journaliste et officier de l'armée, et Dorothy Maude Upton, fille de Frédéric Upton, fonctionnaire. Il fait ses études, principalement dans les classiques, à la Rugby School et à l'Oriel College, à Oxford, où il obtient un diplôme de deuxième classe en politique, philosophie et économie en 1933. Il est devenu journaliste et auteur, travaillant sur The Times (1933-1944) et The Daily Mail (1934-1979).
Il combat pendant la Seconde Guerre mondiale. Il est capturé en Afrique du Nord, devenant prisonnier de guerre en Italie. Il est ensuite transféré en Allemagne, où il est libéré par les forces du général George Patton.

## Carrière parlementaire
Il devient député d'Ealing South en 1950 tout en continuant à travailler dans le journalisme et est directeur du Centre politique conservateur, de 1951 à 1955. En 1958, il démissionne de son siège  pour devenir rédacteur en chef du Sydney Morning Herald, poste qu'il occupe jusqu'en 1961. Il tente de revenir au Parlement, mais est battu lors d'une élection partielle de 1962 dans le sud du Dorset par 704 voix par Guy Barnett, du parti travailliste. Il est ensuite élu pour la circonscription de Stratford-on-Avon lors d'une élection partielle en 1963, et reste en poste jusqu'en 1983.
Maude est le porte-parole du cabinet fantôme pour l'aviation, mais est limogé en 1967 par Edward Heath après avoir critiqué la politique du parti. Il joue un rôle clé dans la candidature de Margaret Thatcher à la direction en 1975. Quand elle est arrivée au pouvoir en mai 1979, il est nommé au poste de Paymaster-General avec un siège au cabinet, Thatcher disant "J'étais impatiente d'avoir Angus Maude au Cabinet pour bénéficier de ses années d'expérience politique, ses vues sonores, et son esprit acide ". Cependant, Maude démissionne relativement peu de temps après, en janvier 1981, après quoi il reçoit le titre de chevalier.

## Chambre des lords
Maude renonce à son siège aux élections générales de 1983 au Royaume-Uni et est nommé à la Chambre des lords comme pair à vie le 19 septembre 1983, prenant le titre de baron Maude de Stratford-upon-Avon, de Stratford-upon-Avon dans le comté du Warwickshire. Il est décédé en 1993.
Il est surnommé " Le Mekon " en raison de son front proéminent et de son attitude dominatrice.